# Westpreußische Regierung
Die Westpreußische Regierung (bis 1773: Ober-Hof- und Landesgericht Marienwerder) war von 1772 bis 1808 ein preußisches Mittelgericht für Westpreußen in Marienwerder.

## Geschichte
Im Rahmen der Ersten Polnische Teilung 1772 kamen neue Gebiete an Preußen und die Provinz Westpreußen wurde gebildet. Mit dem Notifikations-Patent vom 28. September 1772 wurde die Gerichtsorganisation neu geregelt. Als Provinzialgericht wurde das Ober-Hof- und Landesgericht in Marienwerder eingerichtet, welches mit der Instruktion vom 21. September 1773 in Westpreußische Regierung umbenannt wurde.
Diesem waren nachgeordnet:
- fünf Landvoigteigerichte in Marienburg, Culm, Stargard, Conitz und Lobsens
- das Fürstbischöflich Ermländische Landvoigteigericht
- Justizämter in den königlichen Domänen-Ämtern
- Magistrat, Stadtgericht und Waisengericht in Elbing
- Magistrate und Stadtgerichte der anderen Städte
- Vogteigericht des Großen Marienburger Werders
- Patrimonialgerichte

Die Westpreußische Regierung bestand aus zwei Senaten. Mit Reglement vom 3. Dezember 1781 wurde diese Organisation bereits geändert. Neben der Westpreußischen Regierung wurde ein Hofgericht Bromberg gebildet und der Sprengel der Westpreußischen Regierung entsprechend verkleinert. Die Westpreußische Regierung war nur für die altpreußischen Hauptämter Marienwerder und Riesenburg und die Distrikte der Landvoigteigerichte Culm, Marienburg und Stargard zuständig. Das Fürstbischöflich Ermländische Landvoigteigericht ging in den Bezirk der Ostpreußischen Regierung über. Die Landvoigteigerichte wurden aufgehoben und Kreisjustizräte der Westpreußischen Regierung als Aufsicht der Patrimonialgerichte eingerichtet.
Bereits mit Verordnung vom 14. Oktober 1773 wurde das Landvogteigericht Lauenburg der Westpreußischen Regierung zugeordnet, nachdem dieses Gebiet aus der Provinz Pommern nach Westpreußen übertragen worden war. Dieses Landvogteigericht blieb bestehen, bis es zum 1. Juni 1804 wieder nach Pommern abgegeben wurde. Im Rahmen der Zweiten Polnischen Teilung 1793 kamen Danzig und Thorn an Preußen und dort zum Sprengel der Westpreußischen Regierung.
Mit Reglement vom 20. August 1802 wurde eine Reihe von Land- und Stadtgerichten geschaffen. Dies waren:
| Art                    | Gericht                               | Sitz               | Zusammensetzung                                          |
| ---------------------- | ------------------------------------- | ------------------ | -------------------------------------------------------- |
| Land- und Stadtgericht | Land- und Stadtgericht Putzig         | Putzig             | Stadt und Amt Putzig und Amt Starczin                    |
| Land- und Stadtgericht | Land- und Stadtgericht Neustadt       | Neustadt           | Stadt Neustadt und Amt Brück                             |
| Land- und Stadtgericht | Land- und Stadtgericht Mirchau        | Mirchau            | Amt Mirchau und Amt Carthaus                             |
| Land- und Stadtgericht | Land- und Stadtgericht Oliva          | Oliva              | Amt Oliva und Intendantur Langfuhr                       |
| Land- und Stadtgericht | Land- und Stadtgericht Schöneck       | Schöneck           | Stadt und Amt Schöneck                                   |
| Land- und Stadtgericht | Land- und Stadtgericht Dirschau       | Dirschau           | Stadt Dirschau, Amt Subkau, Amt Sobbowitz                |
| Land- und Stadtgericht | Land- und Stadtgericht Berent         | Berent             | Stadt und Amt Berendt                                    |
| Land- und Stadtgericht | Land- und Stadtgericht Stargard       | Preußisch Stargard | Stadt und Amt Stargard, Amt Borzichow                    |
| Land- und Stadtgericht | Land- und Stadtgericht Mewe           | Mewe               | Stadt und Amt Mewe, Amt Pelplin                          |
| Land- und Stadtgericht | Land- und Stadtgericht Neuenburg      | Neuenburg          | Stadt und Amt Neuenburg, Amt Ostrowitt, Amt Münsterwalde |
| Land- und Stadtgericht | Land- und Stadtgericht Schwetz        | Schwetz            | Stadt und Amt Schwetz                                    |
| Land- und Stadtgericht | Land- und Stadtgericht Tuchel         | Tuchel             | Stadt und Amt Tuchel, Amt Friedrichsbruch                |
| Land- und Stadtgericht | Land- und Stadtgericht Schlochau      | Schlochau          | Stadt und Amt Schlochau                                  |
| Land- und Stadtgericht | Land- und Stadtgericht Baldenburg     | Baldenburg         | Stadt und Amt Baldenburg                                 |
| Landgericht            | Landgericht Marienburg                | Marienburg         | Amt Marienburg                                           |
| Land- und Stadtgericht | Land- und Stadtgericht Neuteich       | Neuteich           | Stadt Neuteich und Amt Tiegenhof                         |
| Land- und Stadtgericht | Land- und Stadtgericht Stuhm          | Stuhm              | Stadt und Amt Stuhm                                      |
| Land- und Stadtgericht | Land- und Stadtgericht Christburg     | Christburg         | Stadt und Amt Christburg                                 |
| Land- und Stadtgericht | Land- und Stadtgericht Tolkemit       | Tolkemit           | Stadt und Amt Tolkemit                                   |
| Land- und Stadtgericht | Land- und Stadtgericht Marienwerder   | Marienwerder       | Stadt und Amt Marienwerder                               |
| Land- und Stadtgericht | Land- und Stadtgericht Riesenburg     | Riesenburg         | Stadt und Amt Riesenburg, Stadt Freystadt                |
| Land- und Stadtgericht | Land- und Stadtgericht Bischofswerder | Bischofswerder     | Stadt Bischofswerder und Amt Lonkorrek                   |
| Land- und Stadtgericht | Land- und Stadtgericht Garnsee        | Garnsee            | Stadt Garnsee, Stadt Lessen, Amt Roggenhausen            |
| Land- und Stadtgericht | Land- und Stadtgericht Graudenz       | Graudenz           | Stadt und Amt Graudenz                                   |
| Land- und Stadtgericht | Land- und Stadtgericht Rheden         | Rheden             | Stadt und Amt Rheden, Amt Engelsburg                     |
| Land- und Stadtgericht | Land- und Stadtgericht Neumark        | Neumark            | Stadt Neumark, Amt Kauernick, Amt Brattian               |
| Land- und Stadtgericht | Land- und Stadtgericht Löbau          | Löbau              | Stadt und Amt Löbau                                      |
| Land- und Stadtgericht | Land- und Stadtgericht Lautenburg     | Lautenburg         | Stadt und Amt Lautenburg, Stadt Gurzno                   |
| Land- und Stadtgericht | Land- und Stadtgericht Strasburg      | Strasburg          | Stadt und Amt Strasburg                                  |
| Land- und Stadtgericht | Land- und Stadtgericht Briesen        | Briesen            | Stadt Briesen, Amt Przydworz, Amt Lippinken              |
| Land- und Stadtgericht | Land- und Stadtgericht Gollup         | Gollup             | Stadt und Amt Gollup                                     |
| Land- und Stadtgericht | Land- und Stadtgericht Culmsee        | Culmsee            | Stadt und Amt Culmsee, Amt Brczenczinko, Stadt Kowalewo  |
| Land- und Stadtgericht | Land- und Stadtgericht Culm           | Culm               | Stadt Culm, Amt Unislaw                                  |
| Stadtgericht           | Stadtgericht Danzig                   | Danzig             | Stadt Danzig                                             |
| Stadtgericht           | Stadtgericht Thorn                    | Thorn              | Stadt Thorn                                              |
| Stadtgericht           | Stadtgericht Elbing                   | Elbing             | Stadt Elbing                                             |
| Stadtgericht           | Stadtgericht Marienburg               | Marienburg         | Stadt Marienburg                                         |
| Stadtgericht           | Stadtgericht Thorn                    | Culm               | Stadt Culm                                               |

Mit Reglement vom 21. Juli 1804 wurden die Erbhauptämter Schönberg und Deutsch-Eylau aus dem Sprengel der Ostpreußischen Regierung in den der Westpreußischen Regierung übertragen.

## Folgen des Tilsiter Friedens
Mit dem Frieden von Tilsit endete 1807 der Vierte Koalitionskrieg mit desaströsen Folgen für Preußen. Für die Westpreußische Regierung bedeutete das den Verlust der Teile des Gerichtsbezirks, die dem neu gebildeten Herzogtum Warschau zugeordnet wurden. Das Hofgericht Bromberg wurde aufgelöst und der Teil dessen Sprengels, der Preußen verblieben war, kam zur Westpreußischen Regierung. Eine weitere Folge des Tilsiter Friedens waren die Preußischen Reformen. Dies betraf auch die Gerichtsorganisation. In Preußen wurden 1808 die bisherigen Mittelgerichte aufgehoben und einheitlich Oberlandesgerichte gebildet. Anstelle der Westpreußischen Regierung entstand so das Oberlandesgericht Marienwerder.